# Rocket Man (Lied)
Rocket Man (I Think It’s Going to Be a Long, Long Time) (englisch für „Raketenmann (Ich denke, es wird sehr lange dauern)“) ist ein Rocksong des britischen Sängers und Komponisten Elton John aus dem Jahr 1972. Der Liedtext wurde von Bernie Taupin geschrieben.

## Entstehung
Die Produktion des Stücks übernahm der Brite Gus Dudgeon. 1969 hatte Dudgeon mit David Bowie zusammengearbeitet, als dieser seinen Erfolgstitel Space Oddity einspielte. Da beide Lieder ähnliche Inhalte hatten, hielt sich lange das Gerücht, John und Taupin hätten von Bowie kopiert, was beide aber stets abstritten.
Zu Beginn der 1970er Jahre war die Eroberung des Weltraums ein populäres Thema, und im amerikanischen Apolloprogramm landeten Astronauten auf dem Mond. Die Inspiration für den Text dieses Liedes erhielt Taupin jedoch aus Ray Bradburys Kurzgeschichte The Rocket Man (dt.: Der Raumfahrer). Die Erzählung des Science-Fiction-Autors erfolgt aus der Perspektive eines Kindes, dessen Vater, ein Astronaut, seine Familie mit gemischten Gefühlen verlässt, um seiner Arbeit nachzugehen. Die Veröffentlichung erfolgte 1951 als Teil der Sammlung The Illustrated Man (deutsch: Der illustrierte Mann).
Die Folk-Gruppe Pearls Before Swine, angeführt von Tom Rapp, veröffentlichte bereits 1970 ein Musikstück mit dem gleichen Titel. Taupin sagte später, dieses Lied habe ihm den Impuls für seinen eigenen Songtext geliefert: „It’s common knowledge that songwriters are great thieves, and this is a perfect example.“ („Es ist allgemein bekannt, dass Liederschreiber große Diebe sind, und dies ist ein perfektes Beispiel.“)
Taupin war gerade in seinem Auto in der Nähe seines Elternhauses im englischen Lincolnshire unterwegs, als ihm der Text für das Lied einfiel. Er wusste, dass er sich die Worte nicht würde merken können, deshalb fuhr er so schnell wie möglich zu seinen Eltern zurück, wo er seine Gedanken niederschreiben konnte.
Eine der Textzeilen im Lied lautet „And I'm gonna be high as a kite by then“ („Und ich werde dann hoch wie ein Drachen sein“) passend zum Bild des Flugs mit der Rakete. Im Englischen gibt es die Phrase „High as a kite“, die im Zusammenhang mit dem Konsum von Drogen verwendet wird, einen gewissen Grad des Alkohol- oder Drogenrausch bezeichnen soll und im Laufe der 1960er Jahre in der Hippieszene allgemein gebräuchlich wurde. Taupin gab niemals Hinweise darauf, dass dieser doppelte Sinn von ihm beabsichtigt gewesen wäre.
In leicht geänderter Schreibweise wurde der Liedtitel 2019 für Dexter Fletchers Filmbiographie Rocketman über Elton John namensgebend.

## Mitwirkende
- Elton John – Gesang, Klavier
- Davey Johnstone – Gitarre, Begleitgesang
- Dee Murray – Bassgitarre, Begleitgesang
- Nigel Olsson – Schlagzeug, Begleitgesang
- David Hentschel – ARP-Synthesizer
- Gus Dudgeon – Produzent

## Verwendung
In der Fernsehserie Nip/Tuck – Schönheit hat ihren Preis wird der Song in der zehnten Folge der ersten Staffel (Adelle Coffin), als Hintergrundmusik bei einer Szene verwendet, bei Eureka – Die geheime Stadt ist das Lied am Ende der letzten (20.) Folge (Ein Riesenschritt) der vierten Staffel in einer Coverversion zu hören.
In der Fernsehserie Californication wird eine Coverversion des Stücks von My Morning Jacket in der Pilot-Episode in einer retrospektiven Szene gespielt, sowie die 2003 erschienene Version Rocket Man 03 zum Abschluss der dritten Staffel. Der gleiche Titel wird in voller Länge am Ende der Serie in Folge zwölf der siebten Staffel zum Besten gegeben.
In dem Film Astronaut Farmer wird das Lied am Ende des Films verwendet. In der Fernsehserie Numbers – Die Logik des Verbrechens wird der Song in der elften Episode der dritten Staffel (Gefährlicher Chat), als Hintergrundmusik beim Abschied von Larry Fleinhardt, der ins Weltall fliegt, verwendet.
In der Serie My Name is Earl (Staffel 4, Folge 20) wird eine Coverversion der Band Puscifer verwendet, als Earls Liste ihn in die Nasa Space Academy führt.
In der Serie The Big Bang Theory (Staffel 5, Folge 15) versucht Howard Wolowitz den Astronauten-Spitznamen Rocket Man zu erhalten. Daher spielt er dieses Lied als Klingelton von seinem Handy ab, während er mit Michael James Massimino eine Videokonferenz abhält. Als er von der ISS zurückkehrt, sitzt er später in einem Café und singt den Song selbst (Staffel 6, Folge 4).
Eine Spoken-Word-Interpretation des Songs durch William Shatner im Rahmen der Preisverleihung für den Science-Fiction-Filmpreis Saturn Award 1978 wurde in der Folge vielfach persifliert, unter anderem von den TV-Zeichentrickserien Family Guy, Freakazoid! und Futurama sowie in einer Folge der Late-Night-Show Late Night with David Letterman. Im Film The Rock – Fels der Entscheidung hält der Protagonist (gespielt von Nicolas Cage) einen Soldaten mit einem Gespräch über den Song so lange hin, bis dieser vor einem Raketenwerfer steht und mit den Worten „Du bist der Rocketman!“ von der Rakete aus dem Fenster geschleudert wird.
2012 nutzte Volkswagen die oft missverstandene Textstelle „burning out his fuse up here alone“ in einem TV-Spot für den Passat, um auf das darin verbaute Soundsystem aufmerksam zu machen.
Die irische Rockgruppe U2 verwendete den Song als Outro auf ihrer U2 360° Tour.
In der fünften Episode der Netflix-Serie Everything Sucks singt in einer Schlüsselszene die Protagonistin Kate den Song am Klavier.
Am Ende der zweiten Staffel der Netflix-Serie Blacklist wird der Song gespielt, als Raymond „Red“ Reddington und sein Schützling FBI-Agent Elizabeth Keen gemeinsam auf der Flucht sind.
In der zweiten Folge der ersten Staffel der britischen Serie After Life wird der Song gespielt, als Tony Johnson einen Joint raucht.
In dem 2021 erschienenen Lied Cold Heart von Dua Lipa wird der Refrain von Rocket Man neben gesampelten Teilen aus Sacrifice verwendet.

## Kommerzieller Erfolg

### Chartplatzierungen
| ChartsChartplatzierungen       | Höchstplatzierung | Wochen |
| ------------------------------ | ----------------- | ------ |
| Deutschland (GfK)              | 18 (11 Wo.)       | 11     |
| Vereinigte Staaten (Billboard) | 6 (15 Wo.)        | 15     |
| Vereinigtes Königreich (OCC)   | 2 (15 Wo.)        | 15     |

### Auszeichnungen für Musikverkäufe
| Land/Region                  | Auszeichnungen für Musikverkäufe (Land/Region, Auszeichnung, Verkäufe) | Verkäufe  |
| ---------------------------- | ---------------------------------------------------------------------- | --------- |
| Dänemark (IFPI)              | Platin                                                                 | 90.000    |
| Deutschland (BVMI)           | Gold                                                                   | 250.000   |
| Italien (FIMI)               | Platin                                                                 | 50.000    |
| Neuseeland (RMNZ)            | 8× Platin                                                              | 240.000   |
| Österreich (IFPI)            | Gold                                                                   | 50.000    |
| Spanien (Promusicae)         | Platin                                                                 | 60.000    |
| Vereinigte Staaten (RIAA)    | 5× Platin                                                              | 5.000.000 |
| Vereinigtes Königreich (BPI) | 3× Platin                                                              | 1.800.000 |
| Insgesamt                    | 2× Gold · 19× Platin ·                                                 | 7.540.000 |

Hauptartikel: Elton John/Auszeichnungen für Musikverkäufe